# Донгарон
Донгарон (осет. Донгæрон, ингуш. Цхьорой-Юрт) — село Пригородного района Республики Северная Осетия — Алания.
Административный центр муниципального образования «Донгаронское сельское поселение».

## География
Село расположено по обоим берегам реки Камбилеевка, в 4 км к северо-востоку от города Владикавказ и в 11 км к северу от районного центра — Октябрьское.

## История
Село Цороево (ныне Донгарон) было образовано в 1932 году из хутора с одноимённым названием, возникшего в 1898 году. Ингушское название села Цхьорой-Юрт означает — «село цоринцев» или «село Цороевых», то есть первопоселенцами деревни были представители исторического Цоринского общества горной Ингушетии, центром которого в горах являлось древнее село Цори. Выходцы из этого горного села известны в Ингушетии как представители рода Цорой (ингуш. Цхьрой).
В 1944 году, после депортации ингушей в Казахстан и упразднения Чечено-Ингушской АССР, осуществленной по приказу Сталина, постановлением № 621/1 от 22 мая 1944 года село Цороево было передано в состав Северо-Осетинской АССР и переименовано в «Донгарон».
К 1945 году в селе проживало всего 7 человек (в основном русские). В 1950 году в село были переселены осетины из Южной Осетии.
В 1959 году, после возвращения из ссылки, часть ингушей вернулась в село и в настоящее время проживают там вместе с осетинами, однако само село не было возвращено в состав Чечено-Ингушской АССР.

## Население
| 1926  | 2002  | 2010  | 2011  | 2012  | 2013  | 2014  |
| ----- | ----- | ----- | ----- | ----- | ----- | ----- |
| 212   | ↗1135 | ↗1277 | ↘1273 | ↘1222 | ↘1197 | ↘1184 |
| 2015  | 2016  | 2017  | 2018  | 2019  | 2020  | 2021  |
| ↘1179 | ↘1174 | ↘1173 | ↗1178 | ↗1180 | ↘1160 | ↗1205 |
| 2023  | 2024  |       |       |       |       |       |
| ↗1206 | ↘1198 |       |       |       |       |       |

Национальный состав населения по данным Всероссийской переписи населения 2010 года:
| Народ   | Численность, чел. | Доля от всего населения, % |
| ------- | ----------------- | -------------------------- |
| осетины | 838               | 65,6 %                     |
| ингуши  | 393               | 30,8 %                     |
| русские | 16                | 1,3 %                      |
| другие  | 30                | 2,3 %                      |
| всего   | 1 277             | 100 %                      |

## Религия
- В селе действует мечеть, находящаяся по адресу: ул. Кирова, 12

Также в селе идёт стройка второй мечети.

## Улицы
| - Гастелло - Калинина - Кирова - Макарова - Нартов - Остаева - Речная | - Ростовская - Среднее Дачное - Степная - Хашиева - Цховребова - Ягодная |